# The Best Exotic Marigold Hotel
The Best Exotic Marigold Hotel (срп. The Best Exotic Marigold хотел) је британска комична драма, редитеља Џона Медена. Улоге су расподељене ансамблски, премда је нешто више простора добила Џуди Денч. Филм је снимљен по мотивима романа These Foolish Things Деборе Могах, о групи старијих Британаца који путују у Индију из различитих разлога.

## Радња
Када јој умре супруг, Ивлин схвата да је бескорисна, и да је цео живот била само домаћица. Џин и Даглас су брачни пар који је само наизглед савршен – емоција одавно нема, једино што је остало јесу поштовање, дужност и верност. Мјуриел Донели мора да оперише кук, али не жели да месецима чека операцију. Меџ и Норман се не познају, али схватају да то што су у позним годинама, не значи и престати живети. Грејем је угледни судија, који има озбиљних срчаних проблема, али не жели да умре док не пронађе љубав свог живота, коју је изгубио пре четрдесет година. Решење свих њихових проблема је путовање у Индију.
Ивлин одлучује да се пресели у Индију, и да тамо покуша да буде од неке користи. Осим што добија посао у саветовалишту за старије, заљубљује се у шармантног Дагласа, који је са женом дошао на одмор. Џин пак запада за око углађени господин Грејем, који је у Индији живео до осамнаесте године, где је имао бурну љубавну везу. Она међутим не зна да је он хомосексуалац. Госпођа Донели не може да поднесе Индусе, и чак и када јој они одмах уграде нови кук, живи у уверењу да је припадница више расе. Меџ и Норман непрестано трагају за неким са ким ће уживати у чарима, за које се сматра да су у њиховим годинама немогуће.
Џин схвата да је њен брак промашај, и одлази из Индије. Даглас је слободан да буде са Ивлин. Грејем се среће са својим љубавником, и следећег јутра умире у миру. Меџ и Норман, после бројних перипетија, успевају да пронађу партнере. Госпођа Донели губи предрасуде које је имала о обојеним људима, и постаје менаџер хотела Мариголд.

## Улоге
| Глумац          | Улога           |
| --------------- | --------------- |
| Џуди Денч       | Ивлин Гринслејд |
| Бил Нај         | Даглас          |
| Пенелопи Вилтон | Џин             |
| Меги Смит       | Мјуриел Донели  |
| Том Вилкинсон   | Грејем          |
| Роналд Пикап    | Норман          |
| Селија Имри     | Меџ             |
| Дев Пател       | Сани            |
| Дајана Хардкасл | Керол           |
| Лилет Дабеј     | гђа. Капур      |
| Тена Десе       | Сунејна         |

## Критике
Филм је приказан на филмским фестивалима у Соренту и Глазгову, и остварио је завидан комерцијални успех у Европи. Оцене критичара су биле високе – ветерани филма су били одлични, очаравајући, забавни, топли, а нарочито две најпоштованије британске глумице – Џуди Денч и Меги Смит.